# Uniontown (Alabama)
Uniontown es un pueblo ubicado en el condado de Perry en el estado estadounidense de Alabama. En el año 2000 tenía una población de 1636 habitantes y una densidad poblacional de 467,4 personas por km².

## Demografía
En el 2000 la renta per cápita promedia del hogar era de $12,386, y el ingreso promedio para una familia era de $14,148. El ingreso per cápita para la localidad era de $8,268. Los hombres tenían un ingreso per cápita de $21,625 contra $14,261 para las mujeres.

## Geografía
Uniontown se encuentra ubicado en las coordenadas 32°26′56″N 87°30′44″O / 32.44889, -87.51222. Según la Oficina del Censo, la localidad tiene un área total de 3,5 km² (1,4 mi²), de la cual 3,5 km² (1,4 mi²) es tierra y 0 km² (0 mi²) (0%) es agua.